# Кубок Швейцарії з футболу 2000—2001
Кубок Швейцарії з футболу 2000–2001 — 76-й розіграш кубкового футбольного турніру у Швейцарії. Титул всьоме здобув Серветт.

## Календар
| Раунд           | Дата                        | Матчі | Клуби     |
| --------------- | --------------------------- | ----- | --------- |
| Перший раунд    | 12-13 серпня 2000           | 65    | 201 → 136 |
| Другий раунд    | 26-27 серпня 2000           | 56    | 136 → 80  |
| Третій раунд    | 8-10 вересня 2000           | 28    | 80 → 52   |
| Четвертий раунд | 7-8 жовтня 2000             | 20    | 52 → 32   |
| 1/16 фіналу     | 11-18 листопада 2000        | 16    | 32 → 16   |
| 1/8 фіналу      | 18 лютого - 23 березня 2001 | 8     | 16 → 8    |
| 1/4 фіналу      | 11-12 квітня 2001           | 4     | 8 → 4     |
| 1/2 фіналу      | 3 травня 2001               | 2     | 4 → 2     |
| Фінал           | 10 червня 2001              | 1     | 2 → 1     |

## 1/16 фіналу
| Команда 1         | Рахунок      | Команда 2     |
| ----------------- | ------------ | ------------- |
| 11 листопада 2000 |              |               |
| Б'яскезі          | 1:0          | Кройцлінген   |
| Шаффгаузен        | 1:1 пен. 4:3 | Аарау         |
| Мерен             | 1:3          | Серветт       |
| Янг Бойз          | 3:0          | Сьон          |
| 12 листопада 2000 |              |               |
| Беллінцона        | 2:0          | Грассгоппер   |
| Аарау-2           | 1:5          | Люцерн        |
| Волен             | 1:2          | Шоц           |
| Фрібур            | 3:2 дч       | Веве          |
| Делемон           | 0:1 дч       | Тун           |
| Золотурн          | 0:1          | Івердон Спорт |
| 17 листопада 2000 |              |               |
| Ванген-бай-Ольтен | 2:1          | Ксамакс       |
| 18 листопада 2000 |              |               |
| Вінтертур         | 1:0          | Лугано        |
| Локарно           | 0:4          | Цюрих         |
| Віль              | 1:3          | Санкт-Галлен  |
| Ксамакс-2         | 0:2          | Лозанна       |
| Етуаль (Каруж)    | 1:1 пен. 8:9 | Базель        |

## 1/8 фіналу
| Команда 1         | Рахунок | Команда 2    |
| ----------------- | ------- | ------------ |
| 18 лютого 2001    |         |              |
| Тун               | 3:0     | Люцерн       |
| 4 березня 2001    |         |              |
| Беллінцона        | 2:3     | Базель       |
| 7 березня 2001    |         |              |
| Шоц               | 0:1     | Лозанна      |
| 14 березня 2001   |         |              |
| Ванген-бай-Ольтен | 1:6     | Янг Бойз     |
| 15 березня 2001   |         |              |
| Фрібур            | 1:7     | Санкт-Галлен |
| Б'яскезі          | 1:3     | Серветт      |
| Івердон Спорт     | 1:0     | Цюрих        |
| 23 березня 2001   |         |              |
| Шаффгаузен        | 2:3     | Вінтертур    |

## 1/4 фіналу
| Команда 1      | Рахунок      | Команда 2     |
| -------------- | ------------ | ------------- |
| 11 квітня 2001 |              |               |
| Лозанна        | 0:0 пен. 7:6 | Базель        |
| Вінтертур      | 1:3          | Санкт-Галлен  |
| Янг Бойз       | 1:1 пен. 3:4 | Серветт       |
| 12 квітня 2001 |              |               |
| Тун            | 1:1 пен. 3:5 | Івердон Спорт |

## 1/2 фіналу
| Команда 1     | Рахунок      | Команда 2     |
| ------------- | ------------ | ------------- |
| 3 травня 2001 |              |               |
| Серветт       | 1:0          | Санкт-Галлен  |
| Лозанна       | 0:0 пен. 3:4 | Івердон Спорт |

## Фінал
| 10 червня 2001 |

| Серветт                        | 3:0      | Івердон Спорт |
| ------------------------------ | -------- | ------------- |
| Ланфат 11' Петров 29' Фрай 55' | Протокол |               |

| Санкт-Якоб Парк, Базель Глядачів: 20 000 Арбітр: Маркус Нобс |